# Tricia Smith
Patricia Catherine M. Smith, detta Tricia (Vancouver, 14 aprile 1957), è un'ex canottiera canadese.

## Palmarès

### Olimpiadi
- 1 medaglia:
  - 1 argento (Los Angeles 1984 nel due senza)

### Mondiali
- 5 medaglie:
  - 1 argento (Monaco di Baviera 1981 nel due senza)
  - 4 bronzi (Amsterdam 1977 nell'otto; Lucerna 1982 nel due senza; Duisburg 1983 nel due senza; Hazewinkel 1985 nel quattro con)

### Giochi del Commonwealth
- 1 medaglia:
  - 1 oro (Edimburgo 1986 nel quattro con)